# Sarah Stewart Taylor
Sarah Stewart Taylor (* 1971 in Huntington, Long Island) ist eine US-amerikanische Journalistin und Schriftstellerin. 

## Leben
Taylor studierte am Middlebury College (Middlebury, Vermont) und am Trinity College (Dublin) Literaturwissenschaft und beendete ihr Studium mit einer Dissertation über die irische Schriftstellerin Elizabeth Bowen. Im Anschluss daran arbeitete sie einige Zeit als freie Journalistin; u. a für die Zeitungen The Washington Post und The Boston Globe.
Um 2000 holte man Taylor nach Hartford und betraute sie mit einem Lehrauftrag am Center for Cartoon Studies. Seit dieser Zeit reduzierte sie ihre journalistische Tätigkeiten immer mehr und widmete sich immer mehr ihrem literarischen Schaffen. 2003 konnte sie mit dem Kriminalroman O'Artful Death (Ein listiger Tod) erfolgreich debütieren. Protagonist dieses Romans ist die Kunsthistorikerin Sweeney St. George. Mit dieser Hauptperson sind inzwischen vier Romane erschienen.
Zurzeit (2011) lebt Taylor zusammen mit ihrer Familie im ländlichen Vermont, ihr Mann, der Demokrat Matt Dune kandidierte 2010 als Gouverneur von Vermont, unterlag aber in der Vorwahl gegen den später siegreichen Parteikollegen Peter Shumlin.

## Werke (Auswahl)

### Graphic Novel
- Amelia Earhart. The broad ocean. Hyperion Books, New York 2010, ISBN 978-1-4231-1337-9 (illustriert von Ben Towle).

### Kriminalromane
- Ein listiger Tod. Roman („O'Artful Death“). 2. Aufl. btb-Verlag, München 2009, ISBN 3-442-73434-7.
- Der Totenschmuck. Der zweite Fall für Sweeney St. George („Mansions of the Death“). btb-Verlag, München 2007, ISBN 978-3-442-73534-1.
- Das Totengericht. Der dritte Fall für Sweeney St. George („Judgement of the grave“). btb-Verlag, München 2007, ISBN 978-3-442-73631-7.
- Leise kommt der Tod. Ein neuer Fall für Sweeney St. George („Still as Death“). btb-Verlag, München 2008, ISBN 978-3-442-73770-3.

### Sachbuch
- Elizabeth Bowen. (Dissertation).

## Belege
1. ↑  mattdunne.com (Memento des Originals vom 21. Juli 2011 im Internet Archive)  Info: Der Archivlink wurde automatisch eingesetzt und noch nicht geprüft. Bitte prüfe Original- und Archivlink gemäß Anleitung und entferne dann diesen Hinweis.